# Dziergowice
Dziergowice is een plaats in het Poolse district  Kędzierzyńsko-Kozielski, woiwodschap Opole. De plaats maakt deel uit van de gemeente Bierawa en telt 1933 inwoners.

## Verkeer en vervoer
- Station Dziergowice